# Jack Falahee
John Ryan Falahee (født 20. februar 1989) er en amerikansk skuespiller og sanger. Han er bedst kendt for at spille den jurastuderende Connor Walsh i den juridiske dramaserie fra ABC How to Get Away with Murder (2014–2020) og som Frank Stringfellow i det historiske drama fra PBS, Mercy Street (2016–2017).

## Opvækst
John Ryan Falahee blev født den 20. februar 1989 og er opvokset i Ann Arbor, Michigan, som af en søn af en mor der er talepatolog og en far der er neurokirurg. Han har tre søskende, en søster der er advokat og to brødre, som begge er indenfor sundhedsvæsnet. Han er af irsk og italiensk afstamning. I hans barndom gik Falahee på en katolsk skole, der blev beskrevet som "streng". Han begyndte at spille skuespil, mens han gik på Huron High School. I 2011 dimitterede Falahee fra New York Universitys Tisch School of the Arts med en BFA i drama, hvor han havde studeret skuespil og optrådte i en række produktioner, herunder Love's Labour's Lost, A Midsummer Night's Dream og Sondheims Company. Han har også studeret skuespil på International Theatre Workshop i Amsterdam.

## Karriere
Falahees første job som skuespiller var i 2012 med en gæsteoptræden i komedie-webserien Submissions Only. Samme år havde han hovedrollen i kortfilmen Sunburn.
Falahee fik sin tv-debut i 2013 med en gæsteoptræden i The CW teen comedy-dramaserien The Carrie Diaries og dukkede senere op i den kortvarige NBC-serie Ironside. Han medvirkede i Lifetime-filmen Escape from Polygamy, der havde premiere den 24. august 2013. Falahee havde senere roller i en række independent-film, herunder Hunter, Blood and Circumstance og Slider. I 2014 optrådte han i action-thrilleren Rage. Samme år havde han en tilbagevendende rolle som Charlie McBride i ABC Family teen-dramaserien Twisted. Han medvirkede også som Henri i filmen Lily & Kat fra 2015.
Den 12. februar 2014 blev Falahee castet til en fast rolle i ABC juridiske thrillerserie How to Get Away with Murder, produceret af Shonda Rhimes. Han spiller her rollen som en ud af fem topelever, Connor Walsh. Serien havde premiere den 25. september 2014 og modtog generelt positive anmeldelser fra anmeldere og 14 millioner seere.
Falahee havde også en rolle i PBS-dramaet Mercy Street, der havde premiere i januar 2016. Han spillede her Frank Stringfellow, en statslig soldat under borgerkrigen. Seriens anden sæson havde premiere 22. januar 2017, hvor Falahee genoptog sin rolle som Stringfellow.
I september 2019 annoncerede Falahee og barndomsvennen, DJ Elephante, oprettelsen af deres musikband, Diplomacy. De udgav "Silver Lake Queen" som deres debutsingle den 16. oktober og solgte billetter til deres debutturné i januar 2020 - som senere blev udskudt på grund af COVID-19-pandemien - og udgav deres EP den 19. februar 2020. Falahee er forsanger i bandet og har udtalt, at han skriver de fleste af deres sange baseret på hans personlige erfaringer.

## Velgørenhed og samfundssarbejde
Den 20. september 2015 deltog Falahee i Nautica Malibu Triathlon og indgik et partnerskab med Disney for at indsamle til Los Angeles Children's Hospitals forskningsprogram til fordel for børnekræft. Han skaffede over $12.000 i donationer til projektet. Han deltog også i Nautica Malibu Triathlon i 2016 og 2017 sammen med sine How to Get Away with Murder-kolleger Karla Souza og Conrad Ricamora. Han er også involveret i AKASA Community Outreach Project, "der står bag diversificeret wellness-pensum i partnerskab med offentlige skoler i lavindkomstsamfund i hele Los Angeles. Eleverne lærer om processerne bag at dyrke, høste, købe og tilberede mad og undersøge deres eget fødevaresystem i nabolaget."

## Privatliv
Der opstod i 2014 rygter om Falahees seksualitet efter hans rolle som den homoseksuelle Connor Walsh i How to Get Away with Murder, der er i et forhold med en HIV-positiv mand. Rygterne blev først afkræftet to år senere, hvor han lagde et længere opslag op på Twitter, hvor han fortæller, at han er heteroseksuel og at han ikke har villet bekendtgøre noget før, i et forsøg på "at lade skabet være skabet". Han udtaler samtidig at han altid har været en stor støtte af LGBTQ-samfundet.
Falahee og resten af castet fra How to Get Away with Murder er ganske gode venner og der opstod rygter om et forhold mellem Falahee og kollegaen Aja Naomi King efter de i en periode optrådte på hinandens sociale medier. De to har aldrig kommenteret på rygterne.
Falahee var fra midten af 2019 kæreste med modellen Ellie Satter, men parret skulle efter alt at tyde på Satters Instagram have slået op i sommeren 2020. Falahee har ikke kommenteret på bruddet.

## Filmografi

### Film
| År   | Titel                         | Rolle          | Noter    |
| ---- | ----------------------------- | -------------- | -------- |
| 2012 | Sunburn                       | Kevin          | Kortfilm |
| 2013 | Hunter                        | Gavin          |          |
| 2014 | Rage                          | Evan           |          |
| 2014 | Blood and Circumstance        | Danny Stabler  |          |
| 2014 | Slider                        | Parker Pierce  |          |
| 2015 | Blowtorch                     | Michael Vardi  |          |
| 2015 | Lily & Kat                    | Henry          |          |
| 2015 | Campus Code                   | Elliot         |          |
| 2016 | Cardboard Boxer               | Leo            |          |
| 2018 | The Song of Sway Lake         | Jimmy          |          |
| 2018 | We Are Boats                  | Michael Lamina |          |
| 2019 | Berserk                       | Huntley Thomas |          |
| 2019 | At 30 We Throw Dinner Parties | Marcelo        | Kortfilm |
| 2019 | Crossbow                      |                |          |

### Tv
| År        | Titel                       | Rolle              | Noter                                    |
| --------- | --------------------------- | ------------------ | ---------------------------------------- |
| 2012      | Submissions Only            | Clenched Student   | Afsnit: "The Growing Interconnectedness" |
| 2013      | The Carrie Diaries          | Colin              | Afsnit: "Hush Hush"                      |
| 2013      | Ironside                    | Scott Dolan        | Afsnit: "Hidden Agenda"                  |
| 2013      | Escape from Polygamy        | Ryder              | Tv-film                                  |
| 2014      | Twisted                     | Charlie McBride    | Tilbagevendende rolle                    |
| 2014–2020 | How to Get Away with Murder | Connor Walsh       | Fast rolle                               |
| 2016–2017 | Mercy Street                | Frank Stringfellow | Tilbagevendende rolle                    |